# Nytegylet, Skåne
Nytegylet är en sjö eller våtmark på gränsen mellan Osby kommun i Skåne och Olofströms kommun i Blekinge. Den ingår i Skräbeåns huvudavrinningsområde. Den anges som våtmark enligt Lantmäteriet, trots att aktuellt ortofoto tyder på en utbredd vattenspegel.